# 靳於中
靳於中（16世纪—17世纪），字尔时，号习鲁，河南開封府尉氏县人。明朝政治人物。

## 生平
万历十九年（1591年）辛卯科河南乡试举人，二十六年（1598年）戊戌科进士，吏部觀政，次年任户部貴州清吏司主事，浙江监兑，三十年升本司员外郎、湖广司郎中。三十五年會試同考官，四月升山东提學副使，三十八年升本省督粮道右参政，四十年升山东按察使，整饬武定兵备，尋改辽东海盖兵备道兼管苑马寺事。舉卓異，歴升山西左右布政使。四十五年升保定巡抚，四十六年为浙江道御史江日彩弹劾，引疾乞休，不允。天启三年以吏部糾拾致仕，后改任南京大理寺卿，五年（1625年）升户部右侍郎、督理钱法，六年改左侍郎，天津督运，尋升南京刑部尚书。丁父憂歸，崇禎三年起復，補南京工部尚书。著有《安雅录》五卷。

## 家族
父靳文登，母娄氏。